# Trygve Pedersen
Trygve Pedersen (Oslo, 26 luglio 1884 – Oslo, 13 agosto 1967) è stato un velista norvegese, vincitore della medaglia di bronzo nella classe 6 metri (regole 1907) ai Giochi olimpici di Anversa 1920 insieme a Henrik Agersborg e Einar Berntsen.

## Palmarès
- Giochi olimpici

Anversa 1920: oro nella classe 6 metri (regole 1907).